# Māfarān
Māfarān (persiska: مافَران, مافران) är en ort i Iran.   Den ligger i provinsen Västazarbaijan, i den nordvästra delen av landet, 600 km väster om huvudstaden Teheran. Māfarān ligger 1 553 meter över havet och antalet invånare är 324.
Terrängen runt Māfarān är varierad. Māfarān ligger nere i en dal.Runt Māfarān är det ganska tätbefolkat, med 185 invånare per kvadratkilometer. Närmaste större samhälle är Jūjahī, 17,4 km nordväst om Māfarān. Trakten runt Māfarān består i huvudsak av gräsmarker.